# Saint Mathurin (Larchant)

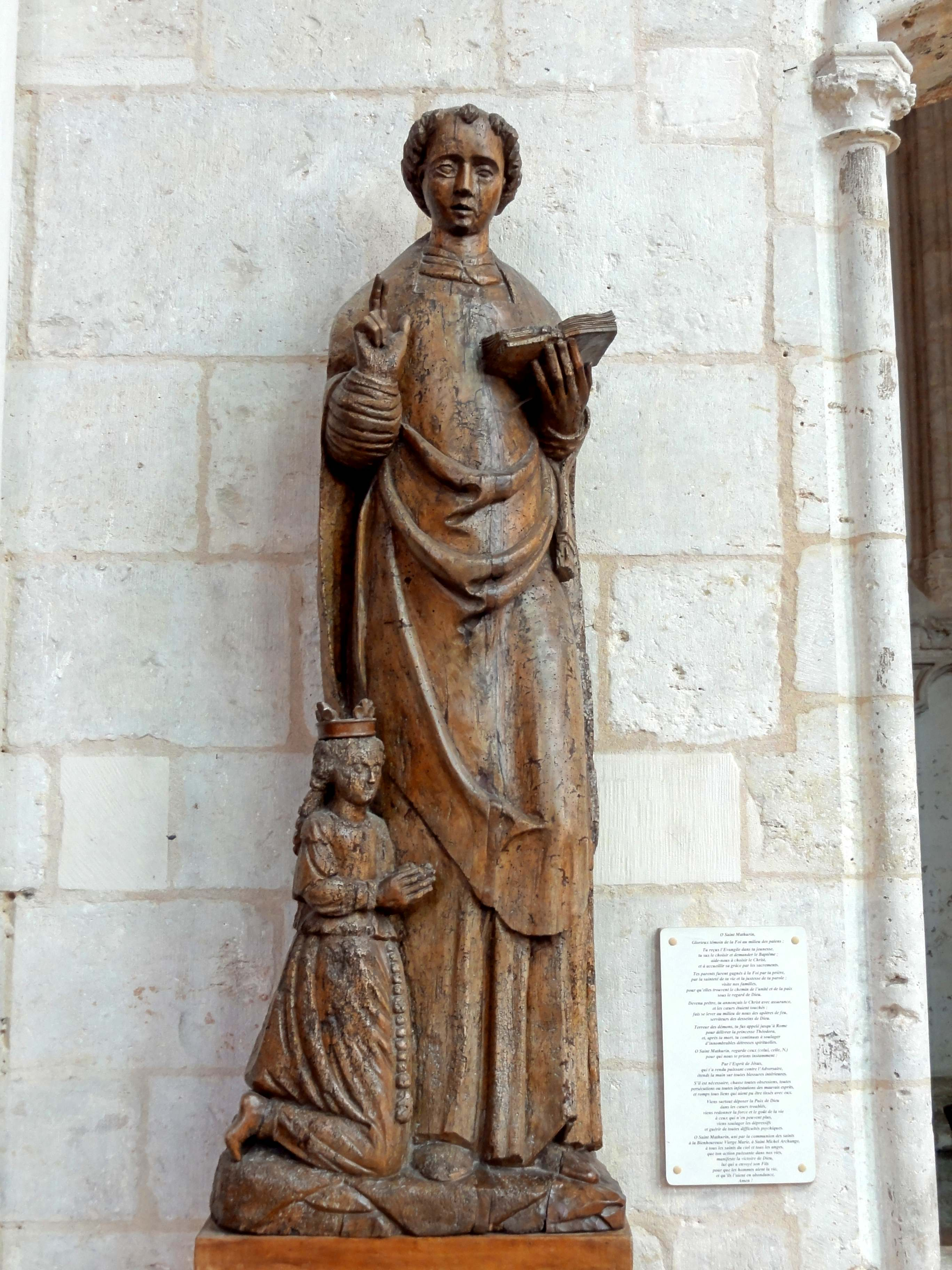
Skulptur des heiligen Mathurin in Larchant

Die Skulptur Saint Mathurin in der Basilika St-Mathurin in Larchant, einer französischen Gemeinde im Département Seine-et-Marne der Region Île-de-France, wurde im 15. Jahrhundert geschaffen. Eine Quelle berichtet, dass die Heiligenskupltur im Jahr 1462 durch einen Mönch von Paris nach Larchant kam.   
Im Jahr 1938 wurde die Skulptur des heiligen Mathurin, der auch als Mathurin von Larchant bezeichnet wird, als Monument historique in die Liste der denkmalgeschützten Objekte (Base Palissy) in Frankreich aufgenommen.
Die 1,74 Meter hohe Skulptur aus Holz wurde 1880 von Abbé Gomart, Pfarrer in Larchant, an den Sammler Eugène Thoison verkauft. Nach dessen Tod wurde sie 1936 von Abbé Romain aus dem Nachlass erstanden. 
Zu Füßen des heiligen Mathurin ist kniend Theodora, die Tochter des römischen Kaisers Maximian dargestellt, die der Heilige von ihrer Besessenheit geheilt haben soll.